# 蘇丹政治
蘇丹的政治體制為联邦制共和國，前任蘇丹總統為奥马尔·巴希尔。巴希尔與他所屬的政黨全国大会党在1989年6月30日發動政變，推翻前政府，一黨執政並統治蘇丹至2019年。
自2018年12月中旬，苏丹因政治经济状况爆发抗议，示威者要求总统下台，巴希尔随后宣布全国实施紧急状态。2019年4月11日，苏丹发生政变，军方占领电视台并包围总统府，统治苏丹30年之久的总统奥马尔·巴希尔宣布辞职，於是軍方正式掌政。
除了總統之外，蘇丹還有兩位副總統，稱為第一副總統及第二副總統。
蘇丹的最高法院稱為特別革命法庭。行政區分為18个省。
1. ↑  . 搜狐新闻. 观察者网. 2019-04-11  [2019-04-11]. （原始内容存档于2020-03-01）.